# DuPont (Washington)
DuPont est une ville américaine située dans le comté de Pierce, dans l'État de Washington. Elle fait partie de l'aire métropolitaine de Seattle. Sa population était de 8 199 habitants en 2010 selon le 23e recensement de la population des États-Unis.
La ville est baptisée du nom de la société américaine DuPont, dont elle était une cité ouvrière au début du XXe siècle.